# 尾叶桂花
尾叶桂花（学名：Osmanthus caudatifolius）为木犀科木犀属下的一个种。

## 扩展阅读
- 維基物種上的相關：尾叶桂花